# Xã Patton, Quận Ford, Illinois
Xã Patton (tiếng Anh: Patton Township) là một xã thuộc quận Ford, tiểu bang Illinois, Hoa Kỳ. Năm 2010, dân số của xã này là 5.358 người.